# Arena del Río
El Arena del Río iba a ser un recinto multiusos situado en la ciudad de Barranquilla, Colombia. Iba a tener la capacidad de albergar a más de 53,000 personas. Los trabajos de construcción iniciarían en el año 2022, pero su cancelación fue anunciada el 2 de mayo de 2023 por parte de la firma encargada del proyecto Two Way Stadiums, que informó en un comunicado a la opinión pública que el proyecto se ha cancelado por dificultades económicas tales las altas tasas de interés, la devaluación del peso colombiano y el aumento de la inflación.

## Historia
En el año 2020 el proyecto fue presentado por el presidente Iván Duque y un grupo de inversionistas nacionales y extranjeros. Tendrá un costo estimado de USD 470.000.000. El moderno complejo urbano, considerado el primero de su tipo en Latinoamérica, será operado por Two Way Stadiums, Umusic Hotels y gerenciado por la firma de ingeniería Aecom.

## Infraestructura
Estará ubicado a pocos metros del Centro de Eventos y Exposiciones Del Caribe Puerta de Oro y del mercado gastronimico Caimán del Río, en el Gran Malecón del Río. Tendrá accesos desde la Vía 40, corredor de la zona industrial y empresarial y por donde se celebran eventos masivos como el Carnaval de Barranquilla, y por la Avenida del Río. Además de cuatro puertos para cruceros y deportes náuticos.
Tendrá un total de 23 hectáreas, poseerá un césped móvil el cual podrá transformarse para cualquier tipo de eventos, contará con 3.700 espectadores adicionales  al nivel del suelo para conciertos. También contará con 100 apartamentos de lujo y 120 oficinas distribuidas en más de 13.000 metros cuadrados con capacidad para 3.200 personas. 
El recinto poseerá un hotel cinco estrellas, con siete pisos que contendrán 500 habitaciones de lujo con vista a diversas partes de la ciudad. Contará con tres auditorios adicionales con capacidad para 3.000, 5.000 y 10.000 espectadores respectivamente. Adicionalmente, tendrá estudios de música y TV.